# 敬愛中学校・高等学校
敬愛中学校・高等学校（けいあいちゅうがっこう・こうとうがっこう）は、福岡県北九州市門司区別院に所在する私立中学校・高等学校。
設置者は学校法人鎮西敬愛学園。浄土真宗本願寺派の宗門校であり、龍谷総合学園に加盟。

## 沿革
- 1925年3月20日 - 藤井玄瀛、岡橋角之助、鎮西高等女学校設立を申請、認可。
- 1946年3月30日 - 鎮西高等女学校専攻科設置認可。
- 1947年2月28日 - 鎮西女子専門学校設置認可。
- 1947年4月1日 - 学制改革により鎮西女子中学校が発足。
- 1948年4月1日 - 学制改革により鎮西女子学園高等学校が発足。
- 1967年12月15日 - 商業科設置認可。
- 1971年4月1日 - 情報処理コースを設置。
- 1981年4月1日 - 特進コース、普通C・Eコースを設置。
- 1984年4月1日 - コース改訂（特進・進学・普通）。
- 1987年4月1日 - 敬愛中学校を新設。
- 1989年4月1日 - 敬愛中学校を男女共学化。
- 1990年4月1日 - 鎮西女子学園高等学校を男女共学化し、鎮西敬愛高等学校に改称。
- 1991年4月1日 - 鎮西敬愛高等学校のコース改訂（特進・進学）。
- 2005年4月1日 - 敬愛高等学校に改称。

## 設置学科
全日制課程普通科。コースあり。

### 中学校
九大医進Jコース
九州大学や医学部進学を勉学の目標の基幹に据えたコース。
特進コース
基礎力を定着させ、ステップアップを図っていくコース。
学年が上がる時にコースの変更ができる。高校に進級する際コース適性試験により高校の4つのコースに分かれる。

### 高等学校
九大医進コース
特進Sコース
特進コース
進学コース(令和5年以降はグローカルコース)

## 部活動・サークル
高校柔道部では2007年度および2024年度に金鷲旗高校柔道大会女子および2010年全国高等学校柔道選手権大会女子団体ならびに女子個人70kg級優勝、中学柔道部では第38回（2007年度）全国中学校柔道大会で女子団体・女子個人70kg級両部において優勝を果たしている。

### 運動部
- ソフトボール部
- サッカー部
- バドミントン部
- 硬式テニス部
- 柔道部
- 卓球部
- バレーボール部
- バスケットボール部

### 文化部
- 書道部
- インターアクト部
- 宗研部
- 理研部
- 茶道部
- 美術部
- 数学研究部
- 演劇部
- 吹奏楽部
- 報道研究部
- 音楽部
- 生活部
- 放送部

## 著名な出身者
- 今井優子（女子柔道選手）
- 芳田司（女子柔道選手）
- 立川莉奈（女子柔道選手）
- 梅津志悠（女子柔道選手）
- 竹内鈴（女子柔道選手）
- 児玉ひかる（女子柔道選手）
- 新森涼（女子柔道選手）
- 寺田宇多菜（女子柔道選手）
- 大森朱莉（女子柔道選手）
- 本田里來（女子柔道選手）
- 山口千弘（女子柔道選手）
- 髙木水月（女子柔道選手）
- 白壁爽子（声優）
- 岡田倫奈（バレーボール選手）

## 最寄り駅など
- 九州旅客鉄道（JR九州）門司駅
- 西鉄バス別院通りバス停

## 周辺
- 豊国学園高等学校
- 大里公園
- 北九州市立門司球場
- 北九州市立大里柔剣道場